# Гора (Сямженский район)
Гора — деревня в Сямженском районе Вологодской области.
Входит в состав Коробицынского сельского поселения, с точки зрения административно-территориального деления — в Коробицинский сельсовет.
Расстояние по автодороге до районного центра Сямжи — 50 км, до центра муниципального образования Георгиевской — 10 км. Ближайшие населённые пункты — Пудково, Середняя, Коробицыно.
По данным переписи в 2002 году постоянного населения не было.